# Cladonia foliacea
Espèce
Cladonia foliacea est une espèce lichénisée, non lichénicole, de la famille des Cladoniaceae.

## Étymologie
Le nom de Cladonia foliacea vient du grec ancien κλάδος (kládos, « branche ») et du latin foliaceus (« foliacé »).

## Description

### Thalle
Cladonia foliacea est un lichen à thalle complexe squamuleux. Le thalle primaire est constitué de squamules abondantes et bien développées. La face supérieure du thalle primaire est verte et la face inférieure du thalle primaire est blanche avec des teintes de jaune,.
Sec, il a une morphologie très recroquevillée, laissant largement apparaître la face inférieure du thalle primaire.
Le thalle secondaire est formé de podétions dressés.

## Écologie

### Habitat
Cladonia foliacea est une espèce de lichens terricoles qui se rencontre principalement sur les pelouses.

### Répartition

#### Répartition française
Cladonia foliacea se retrouve dans la majorité des départements français.

## Liste des sous-espèces, formes et variétés

### Sous-espèces
Selon MycoBank (5 février 2023) :
- Cladonia foliacea convoluta (Lam.) Clauzade & Cl.Roux, 1985
- Cladonia foliacea endiviifolia (Dicks.) Boistel, 2010
- Cladonia foliacea foliacea (Huds.) Willd., 1787

### Formes
Selon MycoBank (5 février 2023) :
- Cladonia foliacea f. albidopiligera M.Choisy, 1951
- Cladonia foliacea f. centralls Anders, 1936
- Cladonia foliacea f. cladiensis (Heufl.) M.Choisy, 1951
- Cladonia foliacea f. epiphylla (Schaer.) Vain.
- Cladonia foliacea f. foliacea
- Cladonia foliacea f. phyllocephala Vain., 1961
- Cladonia foliacea f. placoides Harm., 1907
- Cladonia foliacea f. scyphosa (Schaer.) Harm., 1907
- Cladonia foliacea f. sessilis Wallr.
- Cladonia foliacea f. squamulosa A.Evans

### Variétés
Selon MycoBank (5 février 2023) :
- Cladonia foliacea var. alcicornis (Lightf.) Schaer., 1823
- Cladonia foliacea var. convoluta (Lam.) Vain., 1894
- Cladonia foliacea var. endiviifolia (Dicks.) Schaer.
- Cladonia foliacea var. firma (Nyl.) Vain., 1894
- Cladonia foliacea var. foliacea
- Cladonia foliacea var. meiophora Asahina, 1966

## Systématique
Le nom correct complet (avec auteur) de ce taxon est Cladonia foliacea (Huds.) Willd., 1787,.
L'espèce a été initialement classée dans le genre Lichen sous le basionyme Lichen foliaceus Huds., 1762.
Cladonia foliacea a pour synonymes :
- Cladonia angustiloba Ahti & Aptroot, 2009
- Cladonia convoluta var. vagans Follmann, 1975
- Cladonia endiviaefolia (Dicks.) Fr. (1831), 1831
- Lichen alcicornis Lightf., 1777
- Lichen convolutus Lam., 1779
- Lichen endiviifolius Dicks., 1793
- Lichen foliaceus Huds., 1762
- Lichen nivalis Vill., 1789
- Lichen polymorphus With., 1776

## Publication originale
- (la) Caroli Ludovici Willdenow, Florae Berolinensis prodromus, Inconnu, 1787 (lire en ligne).